# Cap Coda Cavallo

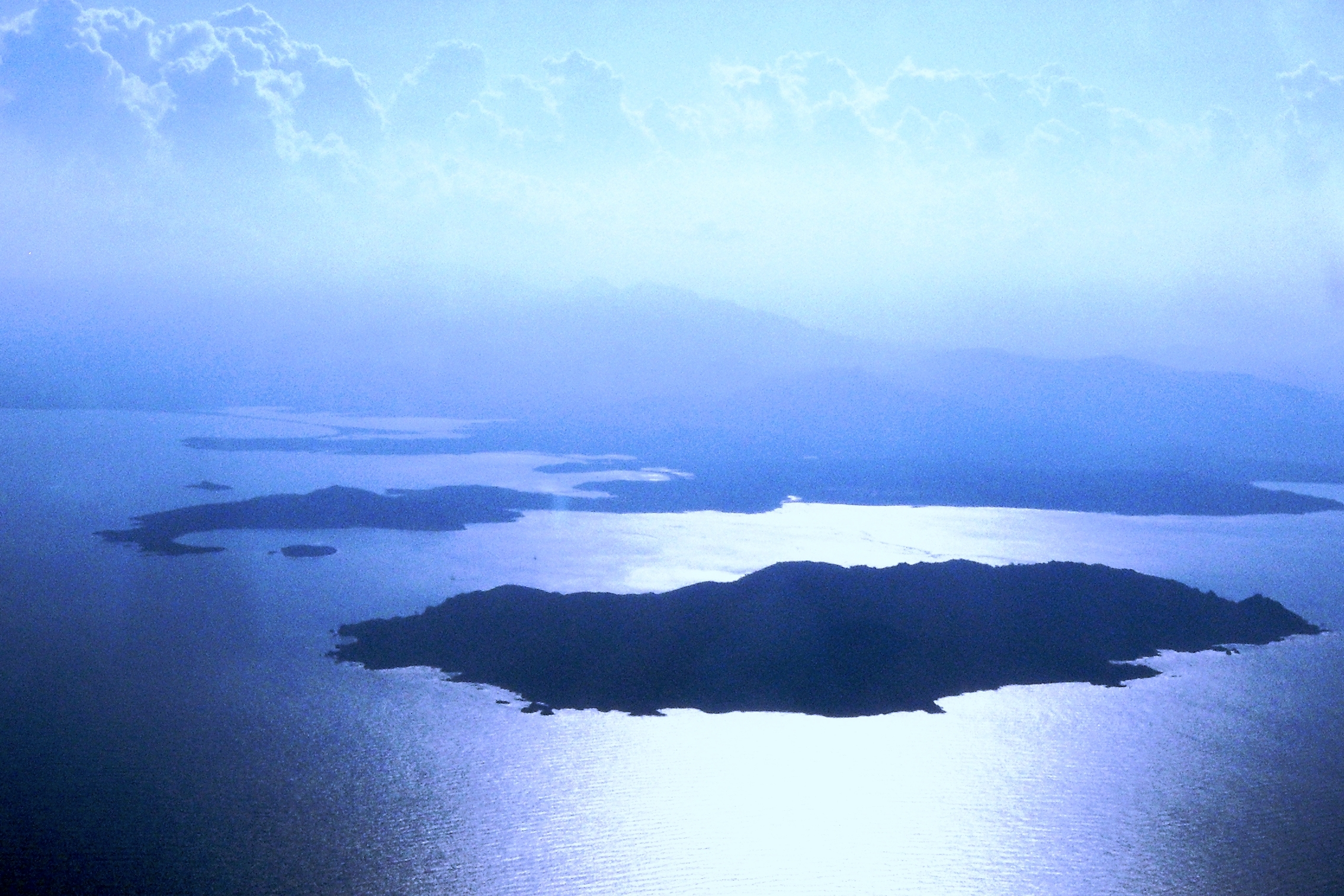
Le cap Coda Cavallo à l'arrière de l'île Molara.

Le cap Coda Cavallo est le nom d'une presqu'île granitique de la mer Tyrrhénienne située au sud du golfe d'Olbia, sur le territoire de la commune de San Teodoro, dans la province de Sassari en Sardaigne.

## Géographie
La presqu'île est longue de trois kilomètres ; son contour côtier se caractérise, dans sa partie distale, par sa forme en queue de cheval (coda di cavallo), d'où son nom. Son point culminant est le mont Coda Cavallo (102 m d'altitude). Les autres sommets sont, en partant du sud, punta di Tamarigio, capo Coda Cavallo, punta Lu Furru, punta Lastra Ruja.

## Le site

Panorama du cap depuis le mont Coda Cavallo.

L'ensemble est compris dans l'Aire naturelle marine protégée Tavolara - Punta Coda Cavallo, et se distingue par une succession de criques aux plages de sable fin et de récifs recouverts par une végétation méditerranéenne luxuriante avec des espèces arbustives comme l'arbousier, le genévrier, le lentisque... Les parois calcaires de l'île de Tavolara ainsi que celles des îles Molara et Proratora ferment au nord la baie de coda Cavallo formant un cadre naturel des plus envoûtants de la mer Méditerranée.
Le versant septentrional de la presqu'île abrite des plages renommées telles que Brandinchi, Salina Bamba, baia Salinedda, cala Coda Cavallo, cala Suaraccia.